# Harriet The Spy: Blog Wars
Harriet the Spy: Blog Wars (Harriet la Espía: Guerra de Blogs en Hispanoamérica y Harriet la Espía: Guerras del Blog en España), es una película juvenil estadounidense - canadiense de 2010 dirigida por Ron Oliver y
protagonizada por Jennifer Stone y Vanessa Morgan. Fue estrenada por Disney Channel el 26 de marzo de 2010 en Estados Unidos, el 27 de junio de 2010 en Latinoamérica y el 24 de julio de 2010 en España.
Es la segunda adaptación al cine del libro Harriet the Spy de Louise Fitzhugh, después de la película de 1996 Harriet the Spy protagonizada por Michelle Trachtenberg. 
Es la primera película de Disney Channel desde 1997 que no es promocionada como "película original de Disney Channel" y la primera en ser estrenada a través de 9 Story Entertainment. Fue coproducida en asociación con Disney Channel y los canales pagos canadienses Movie Central y The Movie Network. Sin embargo, de acuerdo con el sitio web de Disney Channel, la película está listada como una película original de Disney Channel.

## Sinopsis
Harriet M. Welsch es una joven espía que se cruza con la estudiante popular, Marion Hawthorne, con la que competirá para convertirse en la bloguera oficial de su clase de secundaria. Después de Marion ya ha comenzado blogueando, Harriet está en el borde. Harriet pone su mirada en una gran estrella del pop, Skander Hill, que está en la ciudad protagonista de una película, Espía Adolescente 2: La Secuela, que su padre, Rodger Galés, está produciendo. Sin embargo, Vi Galés afirma a Harriet que se siente atraída por Skander. A pesar de su desdén por la estrella de la película, Harriet se inicia un blog sobre Skander Hill y tallos de él. Ella va a su primera tallo haciendo un poco de Padre e Hija visitan juntos, pero Skander tiene un arrebato y Harriet es obligada a salir del conjunto.
Cuando Harriet se remonta allí, se encuentra Skander discutiendo con otros productores de la película, y se asusta, y tiene un ataque. Cuando camisas de conmutación, avisos Harriet una marca de nacimiento de él y toma una fotografía, también robar una botella de agua. Sólo hace que el resto de los estudiantes lo ame más. Marion y sus amigos invitan a Harriet, y ver "Espía Adolescente". Ella hace un apretón de manos falso con alguien para que lo disfracen con un apretón de manos Skander para hacerles creer que ella lo conoce. Junto con eso, ella trae la botella con la prueba, pero Marion no confía en ella.
La próxima vez que Harriet va allí, ella se disfraza como una sirvienta, y ella le roba un documento firmado por Skander, pero ve Skander, y ella se escapa. Ella muestra el documento a Marion, pero Marion dice que es una falsificación. Skander puntos Harriet le acecho y la sigue a casa de Janie. Mientras tanto, los amigos de Harriet deciden cortar su amistad con Harriet porque está demasiado obsesionado con Skander. Al salir, tropieza con una sustancia química producida por su Eco-Amigo, y hace un ruido fuerte y agitar, que Skander deduce como alguien tratando de volar.
De vuelta en el set, Skander accidentalmente se inicia una guerra de comida, que Harriet intenta registrar, pero ve a su padre, y no registra fuera de la conciencia. Cuando ella sigue su niñera Golly, se deduce que ella tiene un novio, después de una larga discusión, que darse cuenta de que ella se va, con lo que una explosión muy importante en toda la familia. Marion pide a Harriet para la prueba real. Harriet se remonta a la serie, que se grabará en como extra, y más tarde Skander se acerca a ella y dedica su enojo con ella, mientras ella estaba grabando.
Poco después, ella pone la diatriba en su blog, que Marion pone en la web. Skander se cierra la película porque se da cuenta de la hija de Rodger es el espía. Harriet pronto vuelva con sus amigos, y Deporte hace un cesto. Harriet da Skander una sincera disculpa profunda, pero Skander cierra todavía, porque quería que se detuviera su blog, pero Roger no permitiría. Hasta que se da cuenta de que tener un papel importante en otra película, y luego regresa, abrazos Harriet y la besa en la mejilla, mientras Marion los ve y muere de envidia.
Harriet consigue el blog con el apoyo de todos sus compañeros, y al final, muestra revistas que muestran una posible relación entre Skander y Harriet.

## Reparto
- Jennifer Stone como Harriet Welsch.
- Vanessa Morgan como Marion Hawthorne.
- Wesley Morgan como Skander Hill.
- Alexander Conti como Simon "Sport" Rocque.
- Doug Murray como Roger Welsch.
- Melinda Shankar como Janie Gibbs.
- Kristin Booth como Catherine Golly.
- Kiana Madeira como Rachael Hennessy.
- Aislinn Paul como Beth Ellen.
- Shauna MacDonald como Violetta Welsch.
- Ann Turnball como la Sra. Finch.
- Kristi Angus como Tiffany St. John.
- Adam Chuckryk como Preston St. John.
- Danny Smith como Tim James.
- Peter Mooney como Lazaar James.
- Craig Brown como Steven James.
- Madison Cipparone como Poppy Malone.
- John Robert Williams como Keith Andrews.
- Savanna Mims como Angie Mitchell.

## Música
- «Summer Girl» - Stereos

- «You and Me» - Justin Blais

## Estrenos internacionales
| País / Región        | Canal                        | Fecha               | Título                             |
| -------------------- | ---------------------------- | ------------------- | ---------------------------------- |
| Estados Unidos       | Disney Channel               | 26 de marzo de 2010 | Harriet the Spy: Blog Wars         |
| Australia            | Disney Channel Australia     | 19 de junio de 2010 | Harriet the Spy: Blog Wars         |
| Nueva Zelanda        | Disney Channel Australia     | 19 de junio de 2010 | Harriet the Spy: Blog Wars         |
| Reino Unido          | Disney Channel Reino Unido   | 23 de julio de 2010 | Harriet the Spy: Blog Wars         |
| Irlanda              | Disney Channel Reino Unido   | 23 de julio de 2010 | Harriet the Spy: Blog Wars         |
| Argentina            | Disney Channel Latinoamérica | 27 de junio de 2010 | Harriet la Espía: Guerra de Blogs  |
| Chile                | Disney Channel Latinoamérica | 27 de junio de 2010 | Harriet la Espía: Guerra de Blogs  |
| México               | Disney Channel Latinoamérica | 27 de junio de 2010 | Harriet la Espía: Guerra de Blogs  |
| Colombia             | Disney Channel Latinoamérica | 27 de junio de 2010 | Harriet la Espía: Guerra de Blogs  |
| Ecuador              | Disney Channel Latinoamérica | 27 de junio de 2010 | Harriet la Espía: Guerra de Blogs  |
| Venezuela            | Disney Channel Latinoamérica | 27 de junio de 2010 | Harriet la Espía: Guerra de Blogs  |
| Perú                 | Disney Channel Latinoamérica | 27 de junio de 2010 | Harriet la Espía: Guerra de Blogs  |
| República Dominicana | Disney Channel Latinoamérica | 27 de junio de 2010 | Harriet la Espía: Guerra de Blogs  |
| Brasil               | Disney Channel Brasil        |                     | Harriet a Espiã: Guerra dos Blogs  |
| Alemania             | Disney Channel Alemania      | 9 de julio de 2010  | Harriet: Spionage aller Art        |
| Austria              | Disney Channel Alemania      | 9 de julio de 2010  | Harriet: Spionage aller Art        |
| España               | Disney Channel España        | 24 de julio de 2010 | Harriet La Espía: Guerras del Blog |